# Maud Ventura
Pour les articles homonymes, voir Ventura.
Maud Ventura est une écrivaine française.
Elle se fait connaître par son premier roman Mon mari publié en 2021 chez l'Iconoclaste, alors qu'elle est âgée de 28 ans. Elle vit à Paris.

## Biographie

### Formation
Maud Ventura est titulaire d'un master en philosophie de l'École normale supérieure de Lyon (2013-2015). Puis elle obtient un master en management d’HEC Paris (2016-2019).

### Carrière professionnelle
Maud Ventura travaille pour France Inter à l'issue de ses études.
En 2021, elle devient rédactrice en chef des podcasts chez NRJ.
Elle explore la complexité du sentiment amoureux dans son podcast Lalala et dans son premier roman Mon mari.
Le 19 novembre 2021, elle est lauréate de l'une des bourses remises par le Fonds de Dotation Vendredi soir, créé par Serge Toubiana en hommage à l'œuvre de la romancière Emmanuèle Bernheim.
À l'été 2024, elle anime une émission musicale sur France Inter, Sur la page abandonnée.

## Publications

### Romans
- Mon mari, l'Iconoclaste, 2021  (ISBN 9782378802417).
- Célèbre, l'Iconoclaste, 2024  (EAN 9782378804503).

### Essais
- Émotions, coécrit avec Cyrielle Bedu, Agathe Le Taillandier et Paloma Soria-Brown, Les Arènes, 6 mai 2021  (ISBN 9791037504005)[6].

## Prix et distinctions
- Prix Dagger 2024 du meilleur roman étranger pour My Husband (Mon mari)[7]